# Wolfgang Höbel
Wolfgang Höbel (* 1962 in Kaufbeuren, Bayern) ist ein deutscher Journalist, Redakteur, Musik- und Theaterkritiker.

## Leben
Höbel studierte Politik, Kommunikationswissenschaft und Neue Deutsche Literatur an der Ludwig-Maximilians-Universität München und diplomierte im Fach Journalistik. Von 1985 an war er für die Süddeutsche Zeitung sowie das Magazin Tempo als Musik- und Theaterkritiker tätig. Von 1989 bis 1991 arbeitete er als Kulturredakteur beim Magazin Der Spiegel, dann ging er als Autor bis 1994 zurück zur Süddeutschen Zeitung und schrieb gleichzeitig für das SZ-Magazin. Seit Juni 1994 ist er erneut beim Spiegel und war dort bis zum Februar 2005 Leiter des Kulturressorts. Zurzeit arbeitet er als Redakteur im Spiegel-Kulturressort.

## Werke
- Marius Müller-Westernhagen. Deutschlands erfolgreichster Rockstar. Heyne, München 1994, ISBN 978-3-453-07510-8.
- Zusammen mit Karin Beier: Den Aufstand proben. Ein Theaterbuch. Kiepenheuer & Witsch, Köln 2013, ISBN 978-3-462-04469-0.